# Gouvernement López Obrador
États-Unis mexicains
Peña Nieto Sheinbaum
Le gouvernement Andrés Manuel López Obrador (en espagnol : gabinete de Andrés Manuel López Obrador) est le gouvernement des États-Unis mexicains du  1er décembre 2018 au 30 septembre 2024, durant le mandat du président Andrés Manuel López Obrador (AMLO) et la LXIVe législature du Congrès. Il fait suite aux élections fédérales de juillet 2018.
Soutenu par une coalition rassemblant le Mouvement de régénération nationale (MORENA), le Parti du travail (PT) et le Parti de la Réunion sociale (PES), cet exécutif est formé après la large victoire d'AMLO aux élections fédérales. Celles-ci conduisent au premier gouvernement de gauche depuis 30 ans et au premier qui ne soit pas formé par le Parti révolutionnaire institutionnel (PRI) ou le Parti action nationale (PAN) depuis 1928. Le gouvernement compte 19 secrétaires.
En septembre 2018, le PES se dissout, et à partir de 2019, le Parti vert écologiste du Mexique (PVEM) rejoint la coalition de gouvernement.
Le 6 juin 2021, 278 députés d’Ensemble nous faisons l'histoire, la coalition constituée du Morena, du PT et du PVEM, sont élus. La coalition ressort donc affaiblie de ces élections législatives, mais conserve la majorité absolue.

## Historique du mandat
Une préfiguration de la composition du gouvernement est rendue publique dès décembre 2017, lors de la campagne pour les élections fédérales de juillet 2018. Sans compter les secrétariats à la Défense et à la Marine, traditionnellement occupés par des militaires, il est prévu que le gouvernement formé en cas de victoire comporte 17 secrétariats. Huit femmes et huit hommes sont présentés à cet effet par le candidat,, seul le possible futur secrétaire à la Sécurité publique, que López Obrador souhaite rétablir en cas de victoire, n'est pas annoncé.
Après la victoire aux élections, la composition du gouvernement est précisée, seul le titulaire pressenti pour le secrétariat des Affaires étrangères est modifié. Le gouvernement AMLO prend ses fonctions quelques mois plus tard, le 1er décembre.
Bien que la coalition Ensemble, nous ferons l'Histoire soit composée de trois partis (MORENA, PT et PES), le gouvernement ne comprend que des membres de MORENA et des personnes issues de la société civile, étant donné la très large prédominance de ce parti sur les deux autres dans les résultats électoraux (82 % des députés de la coalition). C'est le premier gouvernement de gauche depuis 30 ans et le premier qui ne soit pas formé par le Parti révolutionnaire institutionnel (PRI) ou le Parti action nationale (PAN) depuis 1928. Le gouvernement compte 19 secrétaires, dont 8 femmes. Pour la première fois dans l'histoire du pays, des femmes sont nommées aux postes de secrétaire à l'Intérieur et de secrétaire à l’Économie.
Un premier remplacement a lieu en mai 2019 après que la secrétaire à l'Environnement et aux Ressources naturelles Josefa González-Blanco Ortiz-Mena a fait retarder le décollage d'un avion de ligne de 45 min parce qu'elle était en retard à l'aéroport. Contrainte à démissionner après cet événement, certains analystes y voient aussi la conséquence de désaccords politiques avec le président. Elle est remplacée par Víctor Manuel Toledo Manzur. Le 9 juillet 2019, le secrétaire aux Finances et au Crédit public Carlos Manuel Urzúa Macías démissionne pour désaccord politique. Le président nomme alors Arturo Herrera Gutiérrez à sa place, ancien membre de gouvernement et docteur en économie, dont la nomination est ensuite ratifiée par la Chambre des députés. Il s'agit de la deuxième démission d'un secrétaire du cabinet en 7 mois.

## Politique de gouvernement
Souvent surnommé dans les médias étrangers le « Bernie Sanders » ou le « Hugo Chávez mexicain » pour sa rhétorique populiste anti corruption et son antilibéralisme économique, AMLO et son gouvernement se refusent pourtant à toute réforme fiscale, confrontation avec le capitalisme, et politique redistributive. Leur politique ne s’éloigne d'autre part pas des normes traditionnelles de la politique mexicaine, ni sur les questions d'extractivisme, ni sur le féminisme, ni sur la sécurité. Alliant lutte contre la pauvreté, lutte contre la corruption et réaffirmation de l’État providence face au pouvoir économique et de la nation sur la scène internationale, la politique de l'alliance au gouvernement peut être en somme qualifié de social démocrate, antilibérale, populiste et nationaliste de gauche,.

### Économie et social

#### Finances publiques
AMLO promet dés 2017 de ne pas effectuer d'expropriation, ni de confiscation ou de nationalisation, ni d'augmenter les impôts ni la dette publique, et de maintenir les équilibres économiques et la discipline budgétaire. Au contraire, afin de financer une politique sociale, il propose de lutter contre le capitalisme de connivence, la fraude fiscale et la corruption, et d'imposer une « austérité républicaine » aux bureaucrates, hauts fonctionnaires et politiciens.
Alors au pouvoir, il plafonne les salaires de l’État, des caisses de sécurité sociale et des entreprises publiques au montant net de 4 900 euros par mois, limite les normes de frais, et interdit le pantouflage. Il réduit également de 60 % le salaire présidentiel, retire aux anciens présidents pension et privilèges, met et la flotte automobile et l’avion présidentiel aux enchères et transforme la luxueuse résidence présidentielle des Pinos en musée, et remplace le corps militaire qui doit assurer sa sécurité par des civils non armés. Il interdit enfin certains dispositifs d'exonération fiscale comme la grâce d’impôts et l’externalisation de personnel.

#### Politique sociale
Arrivé au pouvoir, le gouvernement met en place de nouveaux programmes sociaux divers qui bénéficient a 30 millions de bénéficiaires : bourses de la maternelle à l’université, aides pour la formation et l'insertion professionnelle des jeunes, aides pour les personnes handicapées, subvention pour les petits agriculteurs, microcrédits pour les petits commerçants et les artisans. Par la suite, le gouvernement augmente graduellement le salaire minimum jusqu'à son double hors inflation, et implémente une pension de retraite pour les personnes âgées de 65 ans et plus. Selon l’organisme autonome chargé d’évaluer la pauvreté, le Coneval, la proportion de personnes en situation de pauvreté était de 43,9 % en 2018, contre 36,3 % en 2022.

#### Grands projets d'Infrastructures d'énergie et de transport
En matière d’infrastructures et de développement, plusieurs chantiers majeurs sont engagés dans les domaines des transports et de l'énergie.
La nouvelle administration lance la construction d'un réseau ferroviaire baptisé «train Maya», de 1 554 kilomètres de long, qui doit former une boucle passant par les principales villes et sites touristiques de la péninsule du Yucatán, du Chiapas et du Tabasco. Évalué à plus de 19 milliards d’euros, ce projet doit aboutir en 2024. Avec quarante-deux trains transportant à terme jusqu’à trois millions de passagers par an, la ligne entend redistribuer les flux touristiques aujourd’hui concentrés sur la côte afin de stimuler le développement économique de régions historiquement délaissées par l’État. En addition du développement du tourisme, le projet intègre un large plan d'aménagement du territoire, de développement et de réhabilitation des logements et infrastructures de transport, d’accès a l'énergie, à l'eau et à internet. Pour assoir la légitimité du projet, le gouvernement organise le week-end du 15 au 16 décembre 2019 un referendum dans les états concernés. Sur les 2,36 % des électeurs inscrits appelés a voter ayant participé au referendum, 92,3 % votent pour, et 7,4 % vote contre. Ce projet suscite cependant une certaine appréhension quant à son impact sur l’environnement, du fait du tracé du chemin de fer déforestant sur son chemin une bande de 60m de large, autant que du développement futur de l'étalement économique et urbain que le projet doit entrainer, dans une région très riche en biodiversité. Ainsi, selon le Centre mexicain de droit environnemental, le projet a en globalité détruit 2 500 hectares de forêts tropicales humides et tropophiles et directement affecté vingt aires naturelles protégées. Face aux inquiétudes, le tracé du Train Maya est déplacé a plusieurs reprises pour éviter les zones les plus sensibles écologiquement et réutiliser d'anciennes voies. Mais face à la contestation persistante, le gouvernement place le Train Maya comme projet relevant de la sécurité nationale, ce qui l'exempte des formalités bureaucratiques et des procédures judiciaires engagées contre lui, et donne à l'armée la responsabilité de la gestion opérationnelle du réseau.
Afin de contrer l'augmentation des prix de l'énergie et de renforcer l'indépendance énergétique du pays, AMLO opère un virage à 180 degrés par rapport à la politique de privatisations et d'ouverture du marché mise en place par son prédécesseur Enrique Peña Nieto. Il ambitionne de refaire de Petróleos Mexicanos (Pemex), entreprise qui détenait le monopole public du pétrole jusqu’à la libéralisation du secteur en 2013, et de la Commission fédérale de l'électricité (CFE), entreprise publique de l'électricité, des moteurs du développement et de l'autosuffisance énergétique du pays. Il promet ainsi de mettre fin aux exportations et importations d'énergie, réserve au secteur public la totalité de l’exploitation du lithium, et la moitié de la production d’énergie au détriment des investisseurs privés en retirant à ceux ci les subventions publiques, interdit la mise aux enchères de gisements de pétrole aux entreprises privées, et prévois un total de 7 raffineries de pétrole publiques d'ici 2023. La construction de la septième, au port de Dos Bocas, qui doit relancer la production nationale de pétrole commence en aout 2019,.
Le gouvernement a pour projet d’offrir une alternative au canal de Panama, par où transite 3 % du commerce maritime mondial, mais qui, touché par la sécheresse, a du réduire drastiquement le trafic maritime journalier. Doit ainsi être construit le corridor interocéanique de l'isthme de Tehuantepec (CIIT), une ligne de chemin de fer reliant en 7 heures les ports de Salina Cruz sur le Pacifique et de Coatzacoalcos sur le golfe du Mexique. L'aménagement du couloir doit s'accompagner d'une large expansion des capacités des ports, et du développement de parcs industriels. Le service débute pour les passagers en décembre 2023, et à terme, le consortium du CIIT espère voir transiter 300.000 conteneurs d'ici 2028 et 1,4 million à plein régime en 2033. L'exécutif mise alors sur une augmentation de 3 à 5 points du PIB grâce a l'aménagement de l'isthme. Le projet est pourtant contesté pour la pollution occasionnée, l'expropriation de communautés indigènes non consultées, et la répression des opposants.
Les problèmes environnementaux, de stabilité des sols et de corruption liés a la construction du nouvel aéroport de Texcoco, mais surtout le gouffre financier qu'elle représentait (8 milliards d'euros initialement, relevés progressivement 13 milliards), étaient un débat majeur de la campagne de 2018. À la suite d'un référendum et d'une approbation de 70 % des suffrages, la construction est annulée et le projet est remplacé par l'agrandissement, terminé fini en mars 2022, de aéroport militaire Santa Lucia à Zumpango, afin qu'il puisse accueillir des avions civils.

### Affaires étrangères
Concernant les affaires étrangères, le gouvernement souhaite sortir de l'atlantisme habituel de la diplomatie mexicaine, en ré-adoptant comme principe directeur la Doctrine Estrada, basée sur le non-interventionnisme et l’autodétermination.
Le président signe le 27 aout 2018 la révision de l'Accord de libre-échange nord-américain (ALENA) avec les États unis et le Canada. Le but est alors de faciliter les échanges commerciaux entre les trois pays et d'aligner les normes de protection environnementales et du travail et la propriété intellectuelle. Pourtant, il opère surtout durant son mandat un renversement des relations avec les États-Unis. Il prévoit en effet de reconsidérer tous les accords de coopérations entre le Mexique et les États-Unis, en particulier dans le domaine militaire. Il déclare notamment qu'il souhaite la fin de l’initiative de coopération contre le narcotrafic Mérida, pour rediriger l'aide américaine vers des projets de développement économique. Il tient alors à l’écart les agences américaines de sa politique de lutte antidrogue et réforme en 2020 la loi de sécurité nationale afin d'encadrer les activités sur le territoire mexicain des agences de sécurité et renseignement américaines, qui doivent dès lors rendre des comptes aux autorités locales.
Le gouvernement mexicain s'oppose aussi aux États-Unis concernant la politique migratoire. Il s'oppose à la construction du mur à la frontière entre les deux pays, dénonce aux Nations Unies les violations des droits humains qu'y subissent les migrants, et déclare refuser de continuer de retenir l'immigration d’Amérique centrale à la frontière sud du Mexique. Tout en faisant patrouiller la frontière par une nouvelle force de police et 28000 militaires chargés de stopper les drogues, armes et l'immigration illégale, il augmente l'attribution de visas aux immigrés d’Amérique centrale. Il propose enfin aux États-Unis de renégocier l'ALENA pour y intégrer un plan de développement économique et social en Amérique centrale afin d'en freiner l'émigration,.
Le gouvernement réoriente alors sa stratégie de politique étrangère vers le sud. Il aspire en effet à redynamiser la Communauté d’États latino-américains et caraïbes (Celac). Il initie d'autre part un plan de développement intégral avec le Salvador, le Guatemala et le Honduras. Il noue enfin des liens avec divers dirigeants et anciens dirigeants de gauche d’Amérique du sud. Il invite dès son investiture le président vénézuélien Nicolás Maduro, accorde l'asile politique à l’ancien président équatorien Rafael Correa, offre la protection de son pays au président bolivien renversé Evo Morales et noue des liens forts avec le président argentin Alberto Fernandez.

### Démocratie
La pratique du pouvoir d'AMLO sort du lot. Il dirige d'une manière particulièrement personnifiée, sans partager le pouvoir avec d'autres instances. Il assure, depuis son élection, cinq jours sur sept, chaque matin de 7 heures à 9 heures une matinale retransmise sur sa chaîne YouTube, sur les chaînes de la télévision publique, les chaines radios et les sites Web des principaux journaux mexicains. AMLO instaure des « consultations populaires », qu'il utilise à plusieurs reprises pour soumettre ses initiatives au vote des citoyens. Les plus importantes de ces consultations est le referendum révocatoire du 10 avril 2022, dans lequel AMLO remet en jeu la continuation de son mandat à son terme. Parmi les 17,78 % des inscrits ayant participé, 93,45 votent pour le maintien, contre 6,55 % pour la révocation. Ces consultations sont pourtant loin des standards internationaux d’un référendum et ont cumulé les dysfonctionnements.
Pendant son mandat, AMLO tente à plusieurs reprises de faire passer des reformes constitutionnelles. Les réformes concernant les biens mal acquis liés à la criminalité et requalifiant corruption et fraude électorale en délits graves sont passées. Au contraire, les réformes visant à promouvoir la démocratie participative, à introduire le référendum révocatoire de mi-mandat, à restructurer l’Institut électoral national (INE) par la réduction du nombre de conseiller et de juges électoraux et leur élection au suffrage universel, à supprimer les sièges parlementaires élus a la proportionnelle, n'ont pas été approuvée par les chambres parlementaires.

### Sécurité
Lors de la campagne de 2018, AMLO met en avant son bilan de maire contre l’insécurité, et promet de mettre fin à la Guerre de la drogue mexicaine commencée en 2006 sous le président Calderón, derrière le slogan «Des accolades, pas des fusillades» (Espagnol : Abrazos, no balazos). Au lieu de la lutte militaire frontale contre les seigneurs de la drogue, doctrine jusque là en place, il propose en effet de traiter les facteurs sociaux qui mènent à la délinquance et la criminalité, comme la santé, le chômage et les salaires. Il promet ainsi de retirer graduellement les forces armées des rues, de favoriser l'amnistie, et de légaliser certaines drogues
Cependant, à la suite d'une augmentation spectaculaire du nombre d'homicides lors de la première année d'exercice du gouvernement, la politique de sécurité connait un tournant. Nombre de promesses sont laissées lettres mortes, et le président crée la Garde nationale fruit de la fusion de divers corps de police militaire, inspirée notamment de la gendarmerie française, et la charge de lutter contre l'insécurité, confirmant la place de l’armée au cœur du dispositif de sécurité publique. Ce revirement génère des critiques de la pérennisation de la militarisation du pays,.
De 2020 a 2023, le nombre d'homicide par an diminue drastiquement, atteignant 29,675, mais reste toujours plus élevés que toute année entre 1990 et 2017.

### Écologie
Le méga-plan agroforestier lancé par le gouvernement, Semer la vie (Espagnol : Sembrando vida), vise à relancer l’économie rurale, tout en limitant l’impact du réchauffement climatique par le reboisement. Les 440 bénéficiaires, propriétaires de 2,5 hectares de pâturages ou de terres à l'abandon; reçoivent 209 euros mensuellement; en contrepartie de l'application de techniques d'agroécologie apprises au sein d’une des 13 676 pépinières créées par le programme. L’initiative permet, entre 2019 et 2020, de capter 3,8 millions de tonnes de CO2 cumulés, et de soutenir les petits paysans pauvres du pays. Cependant, pour satisfaire les critères requis de 2,5 hectares disponibles, de nombreux paysans ont déboisé leur terrain, accentuant la déforestation. Le caractère vertical et inadapté aux spécificités locales de terrain et de climat sont également critiqués.
Le gouvernement agrandis les réserves naturelles et en crée de nouvelles. Au total, le gouvernement se targue de plantation de près de 500 millions d’arbres à bois et fruitiers sur près de 450 000 hectares.
La Commission fédérale antitrust (Cofece) averti que le Mexique ne pourra pas honorer son engagement de générer 35 % de son électricité à partir d’énergies propres d’ici à 2024. de 27,5 % en 2021, la part d'énergies propres dans la production d’électricité a en effet chuté pour atteindre 22 % en 2023, résultat de l'utilisation accrue de combustibles fossiles et la chute de la production hydroélectrique.

## Composition
| Fonction                                                                       | Titulaire | Titulaire | Titulaire                                                      | Parti      |
| ------------------------------------------------------------------------------ | --------- | --------- | -------------------------------------------------------------- | ---------- |
| Président de la République                                                     |           |           | Andrés Manuel López Obrador                                    | MORENA     |
| Secrétaire à l'Intérieur                                                       |           |           | Olga Sánchez Cordero (jusqu'en août 2021)                      | MORENA     |
| Secrétaire à l'Intérieur                                                       |           |           | Adán Augusto López Hernández (es) (jusqu'en juin 2023)         | MORENA     |
| Secrétaire à l'Intérieur                                                       |           |           | Luisa María Alcalde Luján                                      | MORENA     |
| Secrétaire aux Affaires étrangères                                             |           |           | Marcelo Ebrard (jusqu'en juin 2023)                            | MORENA     |
| Secrétaire aux Affaires étrangères                                             |           |           | Alicia Bárcena Ibarra                                          | Sans       |
| Secrétaire à la Défense nationale                                              |           |           | Luis Cresencio Sandoval                                        | Général 4* |
| Secrétaire à la Marine                                                         |           |           | José Rafael Ojeda Durán                                        | Amiral     |
| Secrétaire à la Sécurité et à la Protection citoyenne                          |           |           | Alfonso Durazo Montaño (jusqu'en octobre 2020)                 | MORENA     |
| Secrétaire à la Sécurité et à la Protection citoyenne                          |           |           | Rosa Icela Rodríguez                                           | Sans       |
| Secrétaire aux Finances et au Crédit public                                    |           |           | Carlos Manuel Urzúa Macías (jusqu'en juillet 2019)             | MORENA     |
| Secrétaire aux Finances et au Crédit public                                    |           |           | Arturo Herrera Gutiérrez (jusqu'en juillet 2021)               | Sans       |
| Secrétaire aux Finances et au Crédit public                                    |           |           | Rogelio Ramírez de la O (es)                                   | MORENA     |
| Secrétaire au Bien-être                                                        |           |           | María Luisa Albores González (jusqu'en septembre 2020)         | MORENA     |
| Secrétaire au Bien-être                                                        |           |           | Javier May Rodríguez (es) (jusqu'en janvier 2022)              | MORENA     |
| Secrétaire au Bien-être                                                        |           |           | Ariadna Montiel Reyes (es)                                     | MORENA     |
| Secrétaire à l'Environnement et aux Ressources naturelles                      |           |           | Josefa González-Blanco Ortiz-Mena (jusqu'en mai 2019)          | Sans       |
| Secrétaire à l'Environnement et aux Ressources naturelles                      |           |           | Víctor Manuel Toledo Manzur (jusqu'en août 2020)               | Sans       |
| Secrétaire à l'Environnement et aux Ressources naturelles                      |           |           | María Luisa Albores González                                   | MORENA     |
| Secrétaire à l'Énergie                                                         |           |           | Rocío Nahle García                                             | MORENA     |
| Secrétaire à l'Économie                                                        |           |           | Graciela Márquez Colín (jusqu'en décembre 2020)                | Sans       |
| Secrétaire à l'Économie                                                        |           |           | Tatiana Clouthier Carrillo (jusqu'en octobre 2022)             | MORENA     |
| Secrétaire à l'Économie                                                        |           |           | Raquel Buenrostro Sánchez (es)                                 | Sans       |
| Secrétaire à l'Agriculture et au Développement rural                           |           |           | Víctor Manuel Villalobos Arámbula                              | Sans       |
| Secrétaire à l'Infrastructure, aux Communications et aux Transports du Mexique |           |           | Javier Jiménez Espriú (jusqu'en juillet 2020)                  | MORENA     |
| Secrétaire à l'Infrastructure, aux Communications et aux Transports du Mexique |           |           | Jorge Arganis Díaz Leal (jusqu'en novembre 2022)               | Sans       |
| Secrétaire à l'Infrastructure, aux Communications et aux Transports du Mexique |           |           | Jorge Nuño Lara (es)                                           | Sans       |
| Secrétaire à la Fonction publique                                              |           |           | Irma Eréndira Sandoval (jusqu'en juin 2021)                    | MORENA     |
| Secrétaire à la Fonction publique                                              |           |           | Roberto Salcedo Aquino (es)                                    | Sans       |
| Secrétaire à l'Éducation publique                                              |           |           | Esteban Moctezuma Barragán (jusqu'en février 2021)             | MORENA     |
| Secrétaire à l'Éducation publique                                              |           |           | Delfina Gómez Álvarez (jusqu'en septembre 2022)                | MORENA     |
| Secrétaire à l'Éducation publique                                              |           |           | Leticia Ramírez Amaya (es)                                     | MORENA     |
| Secrétaire à la Santé                                                          |           |           | Jorge Carlos Alcocer Varela                                    | MORENA     |
| Secrétaire au Travail et à la Prévision sociale                                |           |           | Luisa María Alcalde Luján (jusqu'en juin 2023)                 | MORENA     |
| Secrétaire au Travail et à la Prévision sociale                                |           |           | Marath Bolanos López                                           | MORENA     |
| Secrétariat au Développement Agraire, Territorial et Urbain                    |           |           | Román Meyer Falcón                                             | MORENA     |
| Secrétaire à la Culture                                                        |           |           | Alejandra Frausto Guerrero                                     | MORENA     |
| Secrétaire au Tourisme                                                         |           |           | Miguel Torruco Marqués                                         | MORENA     |
| Conseiller juridique de l'Exécutif fédéral                                     |           |           | Julio Scherer Ibarra (jusqu'en septembre 2021)                 | MORENA     |
| Conseiller juridique de l'Exécutif fédéral                                     |           |           | María Estela Ríos González (es)                                | Sans       |
| Chef du Bureau de la Présidence                                                |           |           | Alfonso Romo (jusqu'en décembre 2020)                          | MORENA     |
| Procureur général de la République                                             |           |           | Alejandro Gertz Manero par intérim (jusqu'au 20 décembre 2018) | MORENA     |